# مسعود رجوي
مسعود رجوي (مواليد 18 أغسطس 1948) هو أحد أعضاء اللجنة المركزية في منظمة مجاهدي خلق في العقد الأخير من نظام بهلوي وزعيم  المنظمة ورئيس المجلس الوطني للمقاومة الإيرانية. تخرج في القانون السياسي من جامعة طهران. في عام  1967، أصبح عضوًا في منظمة مجاهدي خلق الإيرانية ، واعتقل من قبل السافاك في طهران في سبتمبر  1971، وتم إطلاق سراحه من السجن مع آخر مجموعة من السجناء السياسيين في  20 يناير  1979، في ذروة الثورة. منذ اليوم التالي لثورة  1979، وقف المجاهدون على شعار الحرية. أثار مسعود رجوي غضب روح الله الخميني بسبب معارضته لمبدأ ولاية الفقيه، وعلى الرغم من مهاجمة مؤيديه من قبل أنصار الخميني، إلا أنه كان ملتزمًا بالنشاط السياسي السلمي والتأكيد على الحريات الاجتماعية والسياسية خلال الخطب المختلفة، و منظمة مجاهدي خلق بتوجيه منه أظهرت حتى النهاية ، التسامح وضبط النفس وبتكلفة أكثر من 70 حالة وفاة وآلاف السجناء ، مددوا آخر مساحة سياسية حتى 20 يونيو 1981، عندما عزز الخميني سلطته المطلقة بعد القتل الجماعي ضد التظاهرات السلمية للمجاهدين في 20 يونيو1981 والإعدامات اللاحقة من قبل حكومة الخميني ، حيث انتهى عصر الأنشطة السياسية و بدأ الكفاح المسلح. مسعود رجوي في 20 يوليو 1981، أعلن عن إنشاء المجلس الوطني للمقاومة الإيرانية في طهران. ثم ذهب إلى باريس مع أبوالحسن بني صدر في 7 أغسطس 1981، على متن رحلة جوية من قاعدة القوة الجوية الأولى بطهران وتشكل معه تحالفًا مع عدد من القوى الأخرى المعارضة للحكومة الإيرانية. " المجلس الوطني للمقاومة الإيرانية" كبديل ديمقراطي لحكومة إيران. بعد مغادرته إيران عام 1981، أقام في فرنسا والعراق. في 7 يونيو 1986 ذهب إلى العراق وشكل "جيش التحرير الوطني الإيراني" ضد قوات جمهورية إيران الإسلامية عام 1987. في كل هذه السنوات لعب مسعود رجوي دور القيادة في التحديات التي واجهتها هذه المقاومة. اختفى خلال غزو العراق عام 2003  ولکن استمر نشر رسائله الصوتية.

## سيرة[28]
ولد مسعود رجوى عام 1948 في مدينة طَبَس إحدى مدن إقليم خراسان شرقي إيران. وقضى فترة دراسته الابتدائية والثانوية في مدينة مشهد مركز إقليم خراسان. ثم واصل دراسته في كلية الحقوق بجامعة طهران فتخرج من فرع الحقوق السياسية.
وتعرف مسعود رجوى خلال فترة دراسته الثانوية على الفعاليات والأفكار الدينية السياسية آنذاك، وكان مولعًا بآثار ومؤلفات آية الله طالقانى أكثر من غيره. وانضوى إلى صفوف حركة مجاهدي خلق الإيرانية عام 1967 عن عمر لا يتجاوز 19 عامًا. ثم أصبح على علاقة تنظیمیة مباشرة مع محمد حنيف نجاد مؤسس منظمة مجاهدي خلق ولقد كان آنذاك أصغر أعضاء اللجنة المركزية للمنظمة سنًا الذي اختير عضوًا في مجموعة العقيدة بالمنظمة. واعتقل عند اقتحام جهاز مخابرات الشاه وكرًا للمنظمة في أيلول (سبتمبر) عام 1971 ضمن أولى حملات الاعتقال، فصدر عليه الحكم بالإعدام، إلا أنه ونتيجة الأنشطة والضغوط الدولية تم تخفيف الحكم ليتحول إلى السجن المؤبد.
نظم شقيقه الأكبرکاظم رجوي (أستاذ جامعي في سویسرا كان أول سفير لإيران في مقر الأمم المتحدة في جنيف بعد الثورة) حملة دولية واسعة للحيلولة دون إعدامه، فتدخلت مرات عديدة لإنقاذ حياته كل من منظمة العفو الدولية والصليب الأحمر الدولي وكذلك شخصيات أوروبية بارزة منها الرئيس الفرنسي السابق فرانسوا ميتران. وآنذاك تم توزيع نص مرافعة مسعود أمام محكمة الشاه العسكرية على نطاق واسع في خارج السجن. أما «السافاك» فلم تكن قادرة على إعدامه بفعل الضغوط الدولية فمارست أبشع أساليب التعذيب والأيذاء ضد مسعود حتى السنوات الأخيرة من سجنه، خاصة خلال عامي 1974 و1975.
وفي عام 1975، بعد أن تعرضت منظمة مجاهدي‌ خلق لضربة من قبل الانتهازیین المتشدقین بالیسار نجح مسعود في إعادة تنظيم المنظمة وإحيائها بعد انهيارها وذلك بقيامه بتدوين وتعليم مواقف ومبادئ مجاهدى خلق. ومن خلال برامج التدريب الأيديولوجي للمجاهدين داخله، تمكن من احتواء تداعيات الضربة وإعادة بناء منظمة المجاهدين على أساس فكر الإسلام الثوري والأهداف التي تأسست عليها. وقد أطلق سراح مسعود رجوى من السجن يوم 20 كانون الثاني (يناير) عام 1979 أي بعد أسبوع من هروب الشاه من إيران بفعل انتفاضة الشعب وضمن آخر السجناء السياسيين المفرج عنهم آنذاك.
تولى مسعود رجوي زعامة منظمة مجاهدي خلق الإيرانية ورئاسة المجلس الوطني للمقاومة الإيرانية قاطعت منظمة مجاهدي‌ خلق الاستفتاء الحکومي‌ لدستور «ولایة الفقیه» عام 1980.
عندما جرت أول انتخابات رئاسية في إيران في عام 1980، رشحت منظمة مجاهدي خلق، مسعود رجوي لخوض الانتخابات الرئاسیة. وصادق عليه فدائي الشعب والجبهة الوطنية الديمقراطية والحزب الديمقراطي الكردستاني وكومله ورابطة الاشتراكيين الإيرانيين. استبعده الخميني في الانتخابات على أساس أن «أولئك الذين لم يوافقوا على دستور جمهورية إيران الإسلامية لا يمكن الوثوق بهم في الالتزام بهذا الدستور».

## فقرات من مرافعة مسعود أمام محكمة الشاه
- قال مسعود رجوي في دفاعه: «يقول المدعي العام إن المحكمة علنية. العلنية تعني أنه عندما تُنشر أقوال المدعي العام في إحدى الصحف، تُنشر أيضًا ردودنا إلى جانبها، وليس أن يُكتب بضع أسطر فقط مليئة بالأخطاء والأكاذيب عن أيام عدة من المحاكمة، ثم يدّعون أن المحكمة علنية. باستثناء عدد محدود من أفراد عائلاتنا من الدرجة الأولى، والصحفيين الأجانب، والمحامين السويسريين الذين فُرض عليهم حضور هذه المحكمة، لا يُسمح بالدخول إليها إلا لمن لديه إذن خاص من منظمة الأمن. نحن فخورون بجريمتنا، وفي النهاية، الشعب الإيراني وتاريخ إيران هما من سيحكمان.»[36][37]
- أنا ورفاقى من أبناء الدكتور «محمد مصدق» ما فعلناه هو نبذ المال والمنصب.
- كان بعض في هذا البلد موالين لروسيا وآخرون موالين للإنجليز، ولكن مصد‌ق لم يكن يريد أن تكون هناك أية هيمنة أجنبية على بلدنا.
- إن المهم في الحرب هو حمل السلاح ولكن الإنسان هو الأهم.
- هذه الليلة أو ليلة الغد هي ليلتنا الأخيرة، إننا نفتخر ونعتز بما تعتبرونه جريمة.
- ليس هناك أي خيار غير المعركة أو الاستسلام، والصبح قريب.
- سنشهد أيامًا ذهبية كثيرة في المستقبل مثل يوم 21 تموز (يوليو) عام 1952.
- يقول الإمام على بن أبى طالب: «إن الله لم يجبر عظم أحد من الأمم إلا بعد أزل وبلاء».
- إن إراقة دم أحد تلد مئات من مثله.
- النهج الوحيد للكفاح هو نهج الكفاح المسلح الجماهيري.[38]

## رسالة الشهيد المؤسس «سعيد محسن» إلى مسعود
«سلام منا على مسعود وقل له إن المسؤولية التي ألقيت من الآن فصاعدًا على عاتقك ثقيلة جدًا، لأنك الشخص الوحيد الذي تبقى على قيد الحياة من بين أعضاء اللجنة المركزية للمنظمة، إذًا فإن جميع تجارب المنظمة تتمحور وتتجسد في وجودك كأمانة أودعت في هذه المرحلة إليك لتحملها. ستعصف عليك زوابع كثيرة من الأحداث وستحدق بك الكثير من الفتن. سوف توجه إلينا جميع حالات التمجيد والإثناء لأننا سنستشهد وسنلتحق بركب الشهداء ولكن جميع التهم ستوجه إليك لأنى أعرف أنك ستواصل درب النضال وسوف تخوض مراحل ومراتب أعلى وأسمى من مراتبنا، لأنك ستستشهد كل يوم وكل ساعة. نعم ستصبح شهيدًا حيا يرزق».

## رسالة مسعود من سجن «قزل قلعة»
«بصفتى مجاهدًا متواضعًا، وبحكم واجبي الثوري والانضباط التنظيمي، كنت قد استعددت للتضحية بأرخص ما أمتلك وهي حياتي من أجل ثورة هذا الشعب العظيم... ولكن مصالح النظام الديكتاتوري الحاكم خاصة في خارج إيران قد حرمتني في الوقت الحاضر من هذه السعادة الخالدة... ولكن ما يهمني في هذه اللحظات هو أن أجدد العهد مع شهداء الشعب المضرجين بدمائهم والذين - في اللحظات الأخيرة من حياتهم- قبلت شفاههم المحمومة، وسمعت نبضات قلوبهم التي لم تنبض إلا من أجل تحقيق سعادة الشعب وحريته حيث أدينا اليمين جماعيا للصمود حتى النصر».
من حديث لطالقاني حول مجاهدي خلق:
((كان أولئك الجلادون والمستجوبون الذين تعرفونهم وشاهدتموهم عن كثب ترتعد فرائصهم عند ما يذكر أمامهم اسم المجاهدين ويفقدون صوابهم. كانوا يخافون من اسم مسعود رجوي... كانوا يخافون من اسم موسى خياباني...))

## بعد ثورة 1979
بعد 5 أيام من إطلاق سراحه من السجن في 20 ینایر 1979 وفي أول خطاب ألقاه في جامعة طهران تحدث مسعود رجوى عن «ضرورة الحرية» ووصف «الحرية» بأنها «روح الإنسان وجوهره وحقيقته» وأنها «هي القيمة التي لأجلها ضحّى الشهداء بحياتهم وأودع الأسرى في السجون». وقال:
«عندما اقتادونا إلى السجن كنا وحيدين وبعيون معصوبة وأيد وأرجل مكبلة ومقيدة، ولكن عندما رجعنا كنا في أحضان شعبنا وفي أيدينا زهور وعلى وجوهنا قبلات. هل يمكن وصف هذه اللحظات؟... عندما اقتادونا إلى السجن كانت السماء يسودها الظلام وتشرق نجمة عليه حينًا بعد آخر على هيئة شهيد إلا أن حراس الليل سرعان ما كانوا ينزلونها إلى الأرض، ولكن اليوم أصبح سماؤنا يغص بالنجوم... هل يمكن لأحد أن يحجب الشمس بالغربال؟ هل يمكن منع الرياح من الهبوب؟ ومنع المطر من الهطول؟ هل يمكن تجفيف المحيط؟ هل يمكن منع حينونة الربيع ونبت شقائق النعمان؟ هل يمكن احتجاز شعب في الأسر إلى الأبد؟ كلا، إن "الشعب منتصر" وهذه هي مشيئة الله وإرادة الشعب وسنة التاريخ وقانون المجتمع وهو ما بشر به جميع الأنبياء والمصلحون والثوار الكبار في العالم بأن "الشعب منتصر، والمستقبل زاهر وأن جميع ما يمتلكه أبناء البشر من القوى والطاقات سيصل بالتأكيد من "مساء الإمكان" إلى "صباح التحقيق"».
وفي خطابه الثاني في 23 فبرایر 1979 في جامعة طهران، أعلن رجوي الموقف الأول لمنظمة المجاهدين من خلال التأكيد على الحرية باعتبارها الهدف الرئيسي للثورة .  وقال: «لا ينبغي أن يكون هناك أي اضطهاد عسكري وسياسي للثوار الحقيقيين والمناضلین المتفانین الذين يقاتلون لفترة طويلة. ويجب أن تجرى المحاكمات في محاكم شعبية علنية، ويجب أن يكون ممثلو مختلف شرائح الشعب وعامة الطبقات والقوى المناضلة والثورية شهودًا وقضاة في المحاكمات في كل قضية. ويجب أن تتم التعيينات العسكرية والسياسية والإدارية المختلفة برأي المجالس الشعبية، وخاصة بالنسبة للطاقم التصميمي والقيادي.»
مسعود رجوي في خطابه في 5 مارس 1979 في قبر محمد مصدق وقال في أحمد آباد: "هذه الجمهورية، على وجه الخصوص، يجب أن تمنح جميع الحريات السياسية والاجتماعية لمختلف الطبقات والقوى في نهاية المطاف، ولكن أكثر وعلى أقساط". كما عليه أن يضع التركيز على الدور الاجتماعي للطبقات المضطهدة والمحرومة في المجتمع في مقدمة برنامجه.
وفي الاجتماع الذي عُقد في 30 يناير 1980 في ملعب جامعة طهران، احتجاجًا على مقتل عباس عماني على يد الشمقداريين، قال مسعود رجوي: «أيها المسلمون! أين أنتم؟ لماذا لا يُسمع صوتكم؟... ألا ترون كيف يُذبح أنصارنا في الجمهورية الإسلامية؟... ويلٌ لليوم الذي نقرر فيه الرد على القبضة بقبضة، وعلى الرصاصة برصاصة.»
وقال في خطاب ألقاه في 21 فبرایر 1980 في جامعة طهران: «لقد قبلنا العيش والعمل في نظام قانوني إذا سمحوا لنا بذلك. لقد قبلنا به لدرجة أننا لم نستخدم حقنا القانوني والديني والأخلاقي في الدفاع عن أنفسنا... ولا يمكن لنا أن نستجدي السلام والتعامل إلى الأبد ...»
وبعد مقتل واعتقال عدد كبير من أعضاء وأنصار المجاهدين والهجوم على مراكزهم في مختلف المدن، في 12 يونيو ۱۹۸۰، ألقت رجوي كلمة بعنوان ما العمل ؟ والتي تم القائها بملعب امجدیة في طهران العاصمة. وخلال کلمته أدلى رجوي بكشف علني عن دور سلطات الجمهورية الإسلامية في أعمال الشغب وقمع الحريات. وشارك في هذا الاجتماع أكثر من 150 ألف شخص من طهران. هذا التجمع للخطاب نفسه تعرض لهجوم بالهراوات واطلاق النار من قبل قوات الحراس على عدد كبير من المؤيدين. في هذا اللقاء تحدى مسعود رجوي روح الله الخميني ونظامه واحتج على اتساع رقعة خنق الحریات. وخلال الهجوم على هذا الاجتماع قُتل أحد أنصار مجاهدي خلق ويدعى مصطفى ذاکری وأصيب العديد.
بعد الثورة، قام رجوي، على رأس منظمة مجاهدي خلق ، بتوسيع الأنشطة السياسية لهذه المنظمة في جميع أنحاء البلاد. كما أجرى دروسًا في الأيديولوجية بجامعة شريف للتكنولوجية تحت عنوان " فلسفة الوجود". بدأت دروس "تبيين جهان" في منتصف عام 1979 واستمرت حتى فبراير 1980. شارك في هذه الفصول أكثر من 10 آلاف شخص، حيث تم تعليم فلسفة المجاهدين وأيديولوجيتهم، وشرح وجهة نظر المنظمة حول الوجود والإنسان والتاريخ. بعدها، تم توزيع مقاطع الفيديو والملفات الصوتية والنصوص الخاصة بكل جلسة في جميع أنحاء البلاد. لاحقًا، جُمعت هذه التعاليم ونُشرت في 16 مجلدًا.

## الترشیح في الانتخابات
كان مسعود رجوي مرشحًا من محافظة طهران في انتخابات مجلس الخبراء الدستوريين. حصل على المرتبة الثانية عشرة بعدد 297707 أصواتًا وفشل في دخول هذا المجلس (دخل المجلس عشرة أشخاص من محافظة طهران). وقفت مجاهدي‌ خلق ضد الدستور الذي أقره مجلس الخبراء وقاطعت الاستفتاء على الدستور في 12 ديسمبر  1980، ولم تصوت لصالحه.
سجل مسعود رجوي كمرشح للجولة الأولى من الانتخابات الرئاسية الإيرانية  (1980). دعمت القوى التقدمية، وبعض الأقليات العرقية والدينية في إيران، والعديد من النساء والشباب، والقوى المناصرة للحرية، ترشيح مسعود رجوي. وفي 10 يناير 1980، خلال اجتماع انتخابي في جامعة طهران، ألقى خطابًا حول الحريات الأساسية للشعب الإيراني، بما في ذلك حرية الفكر، وحرية المرأة، وحرية القوميات، وكذلك المجالس الشعبية، وضمان الحقوق الاجتماعية والاقتصادية والسياسية لمختلف فئات الشعب. لكنه انسحب بعد أن أعلن روح الله الخميني أن الأشخاص الذين لم يصوتوا للدستور يجب ألا يكونوا مرشحين.
كما كان مسعود رجوي مرشحًا من طهران في انتخابات مجلس الشوری (1980). في هذه الانتخابات ، شکلت مجاهدي خلق تحالفًا مع عدة مجموعات وتيارات أخرى.

## مغادرة إيران
في 20 يونيو/ حزیران 1981، اعلنت مجاهدي خلق عن مظاهرة سلمية على مستوى البلاد احتجاجًا على اشتداد أجواء القمع ضد القوى الوطنية والتقدمية ، والتي جری قمعها بأوامر من الخميني. قُتل وجُرح أو اعتُقل آلاف الأشخاص ثم أُعدموا ، وبذلك انتهت حقبة النشاط السياسي وبدأت حقبة الكفاح المسلح.
في يوليو 1981، أصدر الخميني أمرًا بعزل بني صدر وکان الهدف اعتقال بني صدر و إعدامه ، وتولى اعضاء في مجاهدي خلق ، بأمر من مسعود رجوي ، حمايته ونقلوه إلى قواعدهم. أعلن مسعود رجوي إنشاء المجلس الوطني للمقاومة الإيرانية في طهران في 20 يوليو ، وفي 7 أغسطس 1999 1981، سافر مع أبو الحسن بني صدر من طهران إلى باريس ، وكانت هذه الرحلة من القاعدة الجویة الأولى في طهران بتوجيه من العقيد الطيار بهزاد معزي.
مع بداية المرحلة المسلحة والحياة السرية ، تمركز أعضاء المنظمة في اوكارهم التنظمیة. في هذه المرحلة تحولت المواجهة بين قوات مجاهدي‌ خلق وعملاء الحكومة الإيرانية إلى حرب مسلحة. أشرف ربيعي زوجة مسعود رجوي ونائبه موسى خیاباني‌ لقي‌ مصرعهما في نزاع مسلح في 8 فبرایر 1982، وخلال الأشهر والسنوات التالية قتل عدد كبير من أعضاء هذه المنظمة في اشتباكات مع قوات الحرس أو أعدموا بعد القبض عليهم.

## القدوم إلی العراق
في عام 1986، غادر مسعود رجوي فرنسا إلى العراق مع عدد كبير من المجاهدين المقيمين في فرنسا في 17 يونيو 1986. كانت هذه الهجرة منعطفًا هامًا في تاريخ مجاهدي‌ خلق ومعرکتها مع الجمهورية الإسلامية. عندما دخل رجوي العراق، زار أولاً المقابر المقدسة في كربلاء والنجف وتبرع بسجادة إيرانية رائعة. وفي موقع حفرة القتل في كربلاء، بادر بتقدیم قائمة بقتلی مجاهدي‌ خلق.

## الرسائل والتعليقات
- في 8 ديسمبر 2024، هنأ مسعود رجوي الشعب السوري وشعوب المنطقة الشقيقة، وكذلك شعب ومقاومة إيران، والمجاهدين، وجيش الحرية الإيراني، والخلايا الثورية، بمناسبة الإطاحة ببشار الأسد، واصفًا إياها بأنها «تمهيد للإطاحة الحتمية بالفاشية الدينية في إيران».[75][76]
- في 25 أغسطس 1988، أرسل مسعود رجوي برقية إلى الأمين العام للأمم المتحدة آنذاك، خافيير بيريز دي كوييار، أبلغ فيها العالم بوقوع مجزرة كبرى في السجون الإيرانية. وكشف عن الأمر المكتوب بخط يد الخميني لإعدام السجناء السياسيين، وعن موجة اعتقالات شملت أكثر من 10 آلاف شخص. وكتب: «بدأت عمليات الإعدام الجماعية للسجناء السياسيين، على الرغم من أن الكثير منهم قد أنهوا مدة أحكامهم.»[77]

## تألیفات
- كتاب فلسفة الوجود في 16 مجلدا

هذه المجموعة من الکراسات المطبوعة تعود لنصوص ومحاضرات مسعود رجوي في الفترة من  14ديسمبر 1979 إلى آذار 1980، والتي عقدت خلال الاجتماعات الأسبوعية في جامعة الشريف للتكنولوجيا. وشارك في هذه المحاضرات أكثر من 10 آلاف شخص.
- كتاب الخطاب في حفل تأبين الدكتور مصدق- 5  مارس ۱۹۷۹.[80]
- ماذا یجب العمل به؟ - خطاب مسعود رجوي في اجتماع أمجدية - 12 یونیو 1980[81][82][83]

## مصدر
1. ↑  Ahmed Rasheed. "Iran's Opposition Groups are Preparing for the Regime's Collapse. Is Anyone Ready?". نيوزويك. مؤرشف من الأصل في 2021-10-18.
2. 1 2 3  "Interviewee: Rajavi, Massoud - Iranian Oral History Project - CURIOSity Digital Collections Search Results". curiosity.lib.harvard.edu. مؤرشف من الأصل في 2023-03-03. اطلع عليه بتاريخ 2023-03-03.
3. 1 2  Varasteh, Manshour (1 Jun 2013). Understanding Iran's National Security Doctrine (بالإنجليزية). Troubador Publishing Ltd. ISBN:978-1-78088-557-5. Archived from the original on 2023-03-03.
4. ↑  "صالح القلاب - إيران المتهاوية... هل يكون مؤتمر «المجاهدين» المقبل في طهران؟!". الشرق الأوسط. مؤرشف من الأصل في 2023-03-03. اطلع عليه بتاريخ 2023-03-03.
5. ↑  رادیو (4 فبراير 2019). "اول بهمن ۵۷ به روایت روزنامه‌ها". رادیو فردا (بالفارسية). مؤرشف من الأصل في 2023-03-03. اطلع عليه بتاريخ 2023-03-03.
6. ↑  Khazai, Perviz S. (8 Dec 1999). "Iran, Mojahedin og NCR". dagbladet.no (بالنرويجية). Archived from the original on 2023-03-03. Retrieved 2023-03-03.
7. ↑  Ivan Sascha Sheehan. Mujahedin-E Khalq (MEK) Shackled by a Twisted History. مؤرشف من الأصل في 2022-11-11.
8. 1 2 3
9. 1 2
10. ↑  Stevenson, Struan (15 Jun 2015). Self-Sacrifice: Life with the Iranian Mojahedin (بالإنجليزية). Birlinn. Archived from the original on 2023-03-03.
11. 1 2 3 4  "خرداد ۱۳۶۰ به روایت مجاهدین خلق". BBC News فارسی (بالفارسية). 18 يونيو 2011. مؤرشف من الأصل في 2022-09-26. اطلع عليه بتاريخ 2023-03-03.
12. 1 2  "Why the Shah's pilot flew Bani-Sadr to Paris". Christian Science Monitor. ISSN:0882-7729. مؤرشف من الأصل في 2021-10-19. اطلع عليه بتاريخ 2023-03-03.
13. ↑  "ندوة جنيف: حان حساب الملالي القتلة". مؤرشف من الأصل في 2022-07-03.
14. ↑  "Iran: les grandes dates des 40 ans de la République islamique". RFI (بالفرنسية). 10 Feb 2019. Archived from the original on 2023-02-12. Retrieved 2023-03-03.
15. 1 2  Steven O'Hern (2012). Iran's Revolutionary Guard: The Threat That Grows While America Sleeps. Potomac Books, Inc. ص. 208. ISBN:978-1597977012.
16. ↑  "Iran - Terror and Repression". countrystudies.us. مؤرشف من الأصل في 2023-02-04. اطلع عليه بتاريخ 2023-03-03.
17. 1 2  Peter Chalk (2012). "Mujahedin-e-Khalq (MEK)". Encyclopedia of Terrorism. ABC-CLIO. ص. 509. ISBN:9780313308956.
18. ↑  https://www.washingtontimes.com, The Washington Times. "Sins of Bush, Obama leave Trump to clean up Iranian mess". The Washington Times (بالإنجليزية الأمريكية). Archived from the original on 2023-02-04. Retrieved 2023-03-03. {{استشهاد ويب}}: روابط خارجية في |الأخير= (help)
19. ↑  "France Massoud Radjavi | AP Archive". www.aparchive.com. مؤرشف من الأصل في 2023-02-04. اطلع عليه بتاريخ 2023-03-03.
20. ↑  "صالح القلاب - «أشرف 3»... البعد الجغرافي يقابله وجود فعّال في إيران". الشرق الأوسط. مؤرشف من الأصل في 2019-12-26. اطلع عليه بتاريخ 2023-03-03.
21. ↑  Douglas Lovelace Jr. (Author), Kristen Boon (Author), Aziz Huq (Author) (2012). Assessing President Obama's National Security Strategy. Oxford University Press. مؤرشف من الأصل في 2021-09-05. {{استشهاد بكتاب}}: |مؤلف1= باسم عام (مساعدة)صيانة الاستشهاد: أسماء متعددة: قائمة المؤلفين (link)
22. ↑  Sean K. Anderson (Author), Stephen Sloan (Author) (2009). Historical Dictionary of Terrorism (Volume 38). Scarecrow Press. ص. 454. ISBN:978-0810857643. {{استشهاد بكتاب}}: |مؤلف1= باسم عام (مساعدة)
23. ↑  "المقاومة الإيرانية: مقتل سليماني ضربة موجعة لنظام الملالي الفاشي تحرر العراق من قبضته - بغداد بوست - أخبار العراق - Iraq News". www.thebaghdadpost.com. 3 يناير 2020. مؤرشف من الأصل في 2023-03-03. اطلع عليه بتاريخ 2023-03-03.
24. ↑  "مسعود رجوي: قاسم سلیماني وجه آخر لعملة ابوبکر البغدادي · صحيفة عين الوطن". web.archive.org. 16 فبراير 2020. مؤرشف من الأصل في 2020-02-16. اطلع عليه بتاريخ 2023-03-03.
25. ↑  "مسعود رجوی: جرثومهٔ تفرقه با انداختن مار سلطنت بر ضد قیام و به سود خامنه‌ای و نظام دم از وحدت و اتحاد می‌زند". mojahedin.org (بالفارسية). مؤرشف من الأصل في 2023-03-06. اطلع عليه بتاريخ 2023-03-13.
26. ↑  "رجوي المناضل لأجل الحرية.. المغتال من قبل دولة القمع الإيرانية". مؤرشف من الأصل في 2022-12-02.
27. ↑  رسالة قائد المقاومة الإيرانية بمناسبة انتفاضة الشعب الإيراني في يوم عاشوراء نسخة محفوظة 04 أكتوبر 2012 على موقع واي باك مشين.
28. ↑  "The Mujahedin-E Khalq (MEK)". مؤرشف من الأصل في 2024-12-04.
29. ↑  "THE IRANIAN MOJAHEDIN'S STRUGGLE FOR LEGITIMACY" (PDF). مؤرشف من الأصل (PDF) في 2022-11-11.
30. ↑  See Abrahamian, supranote 291
31. ↑  Abrahamian, page 90.
32. ↑  Irani. "Iran 1979 : Massoud Radjavi est libéré avec les derniers prisonniers politiques". Mediapart (بالفرنسية). Archived from the original on 2023-02-04. Retrieved 2023-03-06.
33. ↑  Ervand Abrahamian (1989)، Radical Islam: the Iranian Mojahedin، Society and culture in the modern Middle East، I.B.Tauris، ج. 3، p. 198، ISBN:9781850430773
34. ↑  "مسعود رجوی - رهبر مقاومت ایران". mojahedin.org (بالفارسية). مؤرشف من الأصل في 2024-05-26. اطلع عليه بتاريخ 2024-12-13.
35. ↑  "دفاعات مسعود رجوي" (PDF). مؤرشف من الأصل (PDF) في 2024-12-16.
36. ↑  دفاع مسعود رجوي في محكمة الشاه العسكرية – فبراير 1971 نسخة محفوظة 2019-04-26 على موقع واي باك مشين.
37. ↑  جريدة باختر امروز العدد 34 – الصفحة 4 – مارس 1972 نسخة محفوظة 2023-03-31 على موقع واي باك مشين.
38. ↑  مسعود رجوي زعيم المقاومة الإيرانية نسخة محفوظة 2024-12-15 على موقع واي باك مشين.
39. ↑  المجاهدون في السجن وإطلاق سراحهم". جریدة اطلاعات 15958 – 22 سبتمبر 1979 نسخة محفوظة 2024-07-05 على موقع واي باك مشين.
40. ↑  Iran 1979 : Massoud Radjavi est libéré avec les derniers prisonniers politiques نسخة محفوظة 2024-12-01 على موقع واي باك مشين.
41. ↑  جريدة اطللاعات عدد 15769 صفحة 7 – 25 يناير 1979 نسخة محفوظة 2022-09-27 على موقع واي باك مشين.
42. ↑  جريدة كيهان، العدد 10622، الصفحة 4- 5 فبراير 1979 نسخة محفوظة 2023-03-02 على موقع واي باك مشين.
43. ↑  "خرداد ۱۳۶۰ به روایت مجاهدین خلق". BBC News فارسی (بالفارسية). 18 يونيو 2011. مؤرشف من الأصل في 2023-06-26. اطلع عليه بتاريخ 2023-11-20.
44. ↑  "پرونده:Ettelaat13571206.pdf - مشروطه" (PDF). mashruteh.org (بالفارسية). مؤرشف (PDF) من الأصل في 2023-11-20. اطلع عليه بتاريخ 2023-11-20.
45. ↑  "جریدة اطلاعات" (PDF). مؤرشف من الأصل (PDF) في 2023-04-21.
46. ↑  "۱۴اسفند سالروز درگذشت دکتر محمد مصدق پيشواي کبير نهضت ضداستعماري مردم ايران - Iran-Spring - بهار ایران". web.archive.org. 3 يوليو 2022. مؤرشف من الأصل في 2023-04-25. اطلع عليه بتاريخ 2023-12-06.
47. ↑  "خرداد ۱۳۶۰ به روایت مجاهدین خلق". BBC News فارسی (بالفارسية). 18 يونيو 2011. مؤرشف من الأصل في 2022-09-26. اطلع عليه بتاريخ 2024-12-15.
48. ↑  "جريدة اطلاعات رقم 16064" (PDF). مؤرشف من الأصل (PDF) في 2024-12-09.
49. ↑  "پرونده:Ettelaat13590320.pdf - مشروطه" (PDF). mashruteh.org (بالفارسية). مؤرشف من الأصل (PDF) في 2023-04-24. اطلع عليه بتاريخ 2023-12-12.
50. ↑  "جریدة اطلاعات" (PDF). مؤرشف من الأصل (PDF) في 2023-01-25.
51. ↑  "جریدة اطلاعات رقم 16164" (PDF). مؤرشف من الأصل (PDF) في 2023-03-13.
52. 1 2  Jr, Lincoln P. Bloomfield (1 Jan 2013). Mujahedin-E Khalq (MEK) Shackled by a Twisted History (بالإنجليزية). University of Baltimore College of Public Affairs. ISBN:978-0-615-78384-0. Archived from the original on 2023-04-26.
53. ↑  Rajavi, Maryam (10 Jun 2013). Women Against Fundamentalism (بالإنجليزية). n/a (First Edition ed.). Seven Locks Press. ISBN:978-1-938115-03-5. Archived from the original on 2023-05-08. {{استشهاد بكتاب}}: |طبعة= يحتوي على نص زائد (help)
54. ↑  "تبیین جهان – آموزش ایدئولوژیک سازمان مجاهدین خلق ایران – مسعود رجوی - قسمت ۱". Spreaker (بالإنجليزية الأمريكية). Archived from the original on 2024-12-04. Retrieved 2024-12-15.
55. ↑  "تبیین جهان (قواعد و مفهوم تکامل): آموزش های ایدئولوژیک …". Goodreads (بالإنجليزية). Archived from the original on 2024-12-04. Retrieved 2024-12-15.
56. ↑  "روایتی بی‌پرده از اولین انتخابات جمهوری اسلامی/ بالاترین رأی در تهران را چه کسی کسب کرده است؟ +عکس و سند". مشرق نیوز (بالفارسية). 31 أغسطس 2017. مؤرشف من الأصل في 2022-05-01. اطلع عليه بتاريخ 2023-03-06.
57. ↑  Varasteh, Manshour (1 Jun 2013). Understanding Iran's National Security Doctrine (بالإنجليزية). Troubador Publishing Ltd. ISBN:978-1-78088-557-5. Archived from the original on 2023-03-06.
58. ↑  "مسعود رجوی - سخنرانی در دانشگاه تهران - آزادی، فلسفه انقلاب - ۲۰ دیماه ۱۳۵۸". mojahedin.org (بالفارسية). مؤرشف من الأصل في 2024-03-15. اطلع عليه بتاريخ 2024-12-15.
59. ↑  "جريدة اطلاعات رقم 16048" (PDF). مؤرشف من الأصل (PDF) في 2024-09-13.
60. ↑  "روزنامه اطلاعات روز یکشنبه ۲۱ بهمن ماه ۱۳۵۸ - مشروطه". mashruteh.org. مؤرشف من الأصل في 2023-03-06. اطلع عليه بتاريخ 2023-03-06.
61. 1 2  "Why the Shah's pilot flew Bani-Sadr to Paris". Christian Science Monitor. ISSN:0882-7729. مؤرشف من الأصل في 2021-10-19. اطلع عليه بتاريخ 2023-03-06.
62. ↑  Lincoln P. Bloomfield Jr., Ramesh Sepehrrad (31 May 2016). "What Washington Doesn't Get about Iran". The National Interest (بالإنجليزية). Archived from the original on 2022-07-11. Retrieved 2023-03-06.
63. ↑  "The Bloody Red Summer of 1988". FRONTLINE - Tehran Bureau (بالإنجليزية). Archived from the original on 2022-10-05. Retrieved 2023-03-06.
64. ↑  Khazai, Perviz S. (8 Dec 1999). "Iran, Mojahedin og NCR". dagbladet.no (بالنرويجية). Archived from the original on 2023-03-03. Retrieved 2023-03-06.
65. ↑  "جریدة اطلاعات 30 يوليو 1979" (PDF). مؤرشف من الأصل (PDF) في 2023-01-25.
66. ↑  "پرواز بزرگ رهبر مقاومت از تهران به پاريس | سازمان مجاهدين خلق ايران |". web.archive.org. 30 يوليو 2008. مؤرشف من الأصل في 2008-07-30. اطلع عليه بتاريخ 2023-03-06.{{استشهاد ويب}}:  صيانة الاستشهاد: BOT: original URL status unknown (link)
67. ↑  "شرحی کوتاه از حماسه ۱۹ بهمن ۶۰". mojahedin.org (بالفارسية). مؤرشف من الأصل في 2021-02-06. اطلع عليه بتاريخ 2023-03-06.
68. ↑  "Iran: les grandes dates des 40 ans de la République islamique". RFI (بالفرنسية). 10 Feb 2019. Archived from the original on 2023-02-12. Retrieved 2023-03-06.
69. ↑  "Événement : France – Iran. Libération de deux otages français détenus au Liban après des concessions faites à Téhéran. 7-21 juin 1986 - Encyclopædia Universalis". www.universalis.fr. مؤرشف من الأصل في 2021-05-12. اطلع عليه بتاريخ 2023-03-06.
70. ↑  "زیارت قتلگاه امام حسین ع در خاک کربلا توسط رهبری مقاومت ایران، مسعود و مریم رجوی". web.archive.org. 26 ديسمبر 2019. مؤرشف من الأصل في 2019-12-26. اطلع عليه بتاريخ 2023-03-06.{{استشهاد ويب}}:  صيانة الاستشهاد: BOT: original URL status unknown (link)
71. ↑  "پروازی برای صلح و آزادی |سازمان مجاهدين خلق ايران |". web.archive.org. 13 يوليو 2010. مؤرشف من الأصل في 2010-07-13. اطلع عليه بتاريخ 2023-03-06.{{استشهاد ويب}}:  صيانة الاستشهاد: BOT: original URL status unknown (link)
72. ↑  الكومي، عمر (7 ديسمبر 2024). "زعيم المقاومة الإيرانية يعلق علي ضربة خامنئي الاستراتيجية في سوريا". جريدة الأمة الإلكترونية. مؤرشف من الأصل في 2024-12-16. اطلع عليه بتاريخ 2024-12-15.
73. ↑  "السوري اليوم - مسعود رجوي يهنئ بإسقاط نظام الأسد ويعتبره تمهيداً لسقوط نظام خامنئي". syrian-today.net. مؤرشف من الأصل في 2024-12-16. اطلع عليه بتاريخ 2024-12-15.
74. ↑  "قتل‌ عام ۱۳۶۷؛ فراخوان جهانی برای دادخواهی". ایران آزادی (بfa-IR). 2 Sep 2024. Archived from the original on 2024-09-06. Retrieved 2024-12-16.{{استشهاد ويب}}:  صيانة الاستشهاد: لغة غير مدعومة (link)
75. ↑  "تبیین جهان – آموزش ایدئولوژیک سازمان مجاهدین خلق ایران – مسعود رجوی - قسمت ۱". Spreaker (بالإنجليزية). Archived from the original on 2021-09-20. Retrieved 2023-03-13.
76. ↑  "تبیین جهان". leader.mojahedin.org. مؤرشف من الأصل في 2023-01-07. اطلع عليه بتاريخ 2023-03-13.
77. ↑  "سخنرانی مسعود رجوی در مراسم یادبود دکتر مصدق" (PDF). مؤرشف من الأصل (PDF) في 2022-07-01.
78. ↑  vista. "چه باید کرد؟ سخنرانی برادر مجاهد مسعود رجوی در امجدیه (پنجشنبه ?? خرداد ) 59". ویستا (بfa-IR). Archived from the original on 2023-03-13. Retrieved 2023-03-13.{{استشهاد ويب}}:  صيانة الاستشهاد: لغة غير مدعومة (link)
79. ↑  "روزنامه اطلاعات روز سه‌شنبه ۲۰ خرداد ماه ۱۳۵۹ - مشروطه". mashruteh.org. مؤرشف من الأصل في 2023-03-13. اطلع عليه بتاريخ 2023-03-13.
80. ↑  "روزنامه اطلاعات شنبه ۲۴ خرداد ۱۳۵۹" (PDF). مؤرشف من الأصل (PDF) في 2022-07-03.